# Mesaphorura schembrii
Mesaphorura schembrii is een springstaartensoort uit de familie van de Tullbergiidae. De wetenschappelijke naam van de soort is voor het eerst geldig gepubliceerd in 1989 door Thibaud & Christian.